# Chris Taub
Christopher Michael Taub es un personaje de ficción de la serie de Fox House M. D.. Es asimismo uno de los cuatro médicos que forman parte del equipo de Gregory House; se incorporó al equipo en la cuarta temporada. Es interpretado por el actor Peter Jacobson.

## Biografía profesional
Chris Taub es un cirujano plástico y fue el número 39 durante el episodio "Juegos", en el que House selecciona a su nuevo equipo. House estuvo a punto de despedir a Taub (y a todos los que estaban sentados en su fila) en el primer día de los juegos, pero fue salvado cuando House cambia su parecer después de notar a una mujer atractiva en el grupo. Asimismo, se muestra como el más voluntarioso de los aplicantes en lo que refiere a retar la autoridad de House, incluso diciéndole al padre de un paciente que él piensa que House está equivocado y puede removerlo del caso ("Feo"). Cuddy después favorecea Taub como una de sus dos opciones del equipo, sosteniendo que su conocimiento y naturaleza combativa mantendría a House atento (luego se revela que ella había escogido a Taub y a Kutner, los dos aplicantes masculinos, puesto que ella sospechaba que House desafiaría su sugerencia y escogería por lo menos a una de las candidatas femeninas.) En la sexta temporada Taub renuncia al Hospital Docente Princeton Plainsboro y regresa a su práctica como cirujano plástico durante el breve periodo en el que Foreman lidera el equipo de Diagnóstico después de la partida de House en el episodio "Fracaso épico", argumentando que él se había unido al equipo únicamente "para trabajar con House". Cuando House retorna al Hospital Docente Princeton Plainsboro en el episodio "Trabajo en equipo", House trae a Taub de vuelta al equipo junto a Trece, Chase y Foreman. En el episodio "Aislamiento", se revela que Taub tiene un perfil excepcionalmente educativo y tempranamente profesional. Igualmente, se expresa frustrado por no haber continuado el mismo nivel de éxito en su actual carrera profesional y se encuentra trabajando con gente más joven que él. Taub entrevistó a Masters para la facultad de medicina.

## Biografía personal
Taub está casado con Rachel, y a pesar de que auténticamente ama a su esposa, le fue infiel. Tuvo una carrera exitosa en Cirugía Plástica, la cual terminó tras una aventura con una hija de uno de sus compañeros de trabajo o una enfermera, basada en diferentes versiones de su historia. Cuando se le pregunta por qué desistió de su especialidad por completo, simplemente contesta, "Amo a mi esposa". Sus compañeros firman un Acuerdo de Confidencialidad y No Divulgación de Información (respetando su romance) y Taub firma una cláusula de No - Competencia, lo que significa que no puede practicar cirugía plástica.
No obstante, ha mostrado signos de infidelidad en el futuro, admitiendo a House, "Algunas personas se tragan pastillas, yo soy infiel. Todos tenemos nuestros vicios." (Fue confirmado en "Abierto y Cerrado/ Evidente" donde Taub le es infiel a su mujer con una joven enfermera a pesar de que el "círculo vicioso" parece haber terminado.) En el episodio "Espejito, Espejito", el paciente con un Síndrome del Espejo o Síndrome de Zelig (lo que ocasiona que adopte las personalidades de personas que se encuentran en la misma habitación), se ve que está atraído a la personalidad dominante de Amber Volakis, lo que los lleva a tener un diálogo combativo y lleno de coqueteo. En el episodio "Cueste lo que Cueste", Taub se revela como judío, aunque en "No Cambies Nunca" se describe a sí mismo como no practicante o un muy liberal o reformado. Esto es apoyado por el hecho de que House alude usualmente a la religión de Taub, por ejemplo, dándole una "Estrellita Dorada de David" por identificar hipertensión intracraneana en un paciente.
En el episodio " Eventos Adversos", Lucas, Investigador Privado de House, descubre que la esposa de Taub, Rachel, había abierto una cuenta bancaria secreta. House le comenta a Taub que Rachel tiene $83,000 puestos en ella. Cuando Taub la encara, ella le dice que estuvo ahorrando para comprarle el auto que siempre quiso como sorpresa, pues ella sabía que él nunca lo haría. Cuando finalmente ella le entrega el auto, él aparentemente decide decirle la verdad acerca de su infidelidad, pero la conversación no se muestra en el episodio. En el episodio "Marcas de Nacimiento", él reclama haberle dicho, e indica que ella aún no lo ha botado, y que están en diálogos acerca de cómo manejar su situación. En el episodio "La Comezón", se revela que él había estado durmiendo en el sofá, y cerca del final del episodio su esposa lo había perdonado ya. En el centésimo episodio, " El Mejor de los Mejores", Taub menciona la posibilidad de tener hijos, a pesar de que su esposa se opone a la idea.
En "Sin Dolor", expone su idea de que el suicidio es nunca una solución. Kutner lo cuestiona, convencido de que cualquiera que se oponga tan firmemente debe de tener alguna clase de carga asociada a ello. Taub le cuenta luego a Kutner que uno de sus colegas intentó suicidarse una vez y a pesar de que sobrevivió, su familia y amigos quedaron profundamente perturbados. Cuando Kutner le pregunta si en realidad se trataba de él mismo, Taub lo niega; sin embargo, cuando House asume lo mismo en "Una Simple Explicación", ya no lo niega más. Luego del suicidio de Kutner, Taub queda molesto y retraído, enfocándose atentamente en el presente paciente incluso cuando Chase le hace frente acerca de ello, diciéndole "ve a casa y llora". Él no acude al funeral de Kutner, prefiere quedarse a vigilar al paciente del equipo. Más tarde, no obstante, se le ve sollozando en una banca del pasillo del hospital. En "Sorpresa", la agudeza con la que él deduce que un paciente se encuentra sufriendo de un trastorno depresivo mayor lleva al paciente a sospechar que Taub también sufrió de depresión, lo cual él no niega, y Taub admite haberse "lastimado" a sí mismo en esa época de su vida.
Durante el desarrollo de la sexta temporada, no podía ocultar su deseo de serle infiel a su esposa con una de las empleadas del hospital, una auxiliar de enfermería, por lo que le propone a su esposa sostener una relación abierta con ella, lo cual fue aceptado en un principio por su esposa, pero luego ante el arrepentimiento de esta, decidió hacerlo a escondidas.
En "Más Grande Que La Vida/ Heroico", Rachel decide divorciarse de Taub porque ella había comenzado una relación en línea por su propio confort y no lo amaba de la misma manera. Taub se muda consecuentemente a casa de Foreman, después de un breve período viviendo en un cuarto de hotel.
En "Ven, gatito/ El Gato del Adiós", se descubre que Taub había asistido a secundaria en Collegiate School (New Jersey).
Taub inicia una relación con la Auxiliar de Enfermería que trabaja en el hospital después de que su matrimonio con Rachel había fracasado, a pesar de que en "Qué Noche la de Aquel Día/Después de Hora" se revela que Taub continua viendo a su esposa para breves encuentros promiscuos. Asimismo, en el mismo episodio descubrimos que la nueva conquista de Taub, Ruby está embarazada, y Taub se echa abajo y va a un club de estriptis con Foreman. Taub asume que será un muy mal padre, y después de haberse salvado de un disparo de una bailarina del club (a quien Taub había acariciado sin darse cuenta, pues estaba revisando si uno de sus lunares era maligno o no), él decidió hacerle frente a su situación con Ruby, y recordando una situación de uno de sus pacientes de su práctica como cirujano plástico quien aceptó la muerte sin miedo por sus hijos; le dice a Ruby que quiere tener al bebé. Al final de la Séptima Temporada "Seguir Adelante" la (ex)esposa de Taub, Rachel lo busca en el Hospital y le comenta que también está embarazada. Incluso en el final de dicha temporada no queda claro si alguna de las mujeres embarazadas sabe o sabrá de la otra.
En la Octava Temporada, episodio "La Confesión", se revela que ambos bebés de Taub son mujeres, una llamada Sophia y la otra Sophie. Pero en el resto de episodios, la llamada Sophia es apodada Sophie.